# Узоны
Узо́ны, удзо́ны, уджиэ́ты (бур., монг. Узоон, Үзөөн, Өзөөд, Өзөөн, Үжиэд, Үжигэд, Үжэгэд) — одно из племён в составе селенгинских бурят и ононских хамниган. Узоны, также именуемые уджиэтами, отмечены в составе некоторых других монгольских народов.

## Этноним
В монгольской летописи «Алтан Тобчи» этноним упоминается в форме уджиэт, уджэгэт, үжиэд, үжигэд, үжэгэд. В книге Ц. Б. Цыдендамбаева «Бурятские исторические хроники и родословные», а также в других работах бурятских ученых этноним используется в форме узон, удзон, узоон, үзөн, үзөөн, өзөөн, өзөөд. Также в литературе встречаются варианты: үзэн, үжээд, учирад, уджигит, уджээт, уджиет, учиет.

## История
Узоны (уджиэты) возводят свою родословную как и многие другие монгольские роды к легендарному предку монголов Бортэ-Чино. Род уджэгэт произошёл от трёх сыновей Хутула-хагана — Джочи (Чжочи, Зочи), Кэрмиху (Гирмау, Хирмау) и Алтана. Хутула является одним из семи сыновей Хабул-хагана, первого хана государства Хамаг Монгол, основателя рода кият (хиад). Хабул-хаган в свою очередь является правнуком Хайду, первого монгольского правителя, объединившего под своей властью монгольские роды.
Таким образом, узоны (уджиэты) представляют собой ответвление рода борджигин. Джочи, Кэрмиху и Алтан, которые дали начало роду, приходились двоюродными братьями Есугею, отцу Чингисхана. Родство с Чингисханом сохранилось в памяти представителей рода. Так, например, у рода залайр-узон сохранилось предание, согласно которому, их родословная восходит к мифическому Узону, брату Чингисхана.
Согласно «Алтан тобчи», во времена становления Монгольской империи уджиэты были покорены Чингисханом. Следующее упоминание уджиэтов относится ко временам Империи Мин. Уджиэты были в числе племён, поддержавших Юнгло-хагана (Чжу Ди, Юнлэ) в борьбе за императорский трон. После восшествия на престол император Юнлэ пожаловал из сокровищницы триста дайду шести тысячам уджиэтов, живших на южной стороне гор [Иньшань]. Согласно «Алтан тобчи», мать Юнлэ была родом из хонгиратов, а сам он являлся биологическим сыном Ухагату-хагана, последнего императора династии Юань. Чжу Юаньчжан, первый император династии Мин,  взял в жены бывшую супругу Ухагату-хагана, которая была уже беременна. Бывшая супруга Ухагату-хагана скрыла факт беременности, в итоге Чжу Юаньчжан признал Чжу Ди своим сыном.
Летом 1449 года Эсэн-тайши во главе 20-тысячной монголо-ойратской армии двинулся войной на Империю Мин, 1 сентября разгромил 500-тысячную китайскую армию в битве при Туму и захватил в плен минского императора Чжу Цичжэня. Чжу Цичжэнь (Чжингтай-хаган), захваченный монголами в плен, вскоре стал хорошим другом Тайсун-хана и его великого наставника Эсэн-тайши. В 1450 году император был освобождён из плена и вернулся из Монголии в Китай в сопровождении уджиэтов. В «Алтан тобчи» сказано: «За силу, отданную Юнгло-хагану, они получили триста дайду, за силу, отданную Чжингтай-хагану, получили триста дайду — вот это и есть шестьсот дайду южной стороны гор [Иньшань]».
Уджиэты в дальнейшем проживали на севере провинции Шаньси, в местности, впоследствии занятой «двенадцатью тумэнами».
Во времена реставрации династии Северная Юань после восшествия на престол Даян-хана уджиэты вошли в состав халхаского тумэна. В состав халхаского тумэна входили джалайты, бэсуты, элджигины, горлосы, хухуйты, хатагины, урянхайцы, баарины, джаруты, баягуты, уджиэты (ужээд, учирад, узон) и хонгираты. В начале XVI века, когда Батумунху Даян-хан наделял собственностью своих сыновьей, пятому сыну Алчиболду были отданы племена баятов, джарутов, бааринов, хонгиратов и ужээд, которые позднее, заселив южную часть Восточной Монголии, стали именоваться пятью южными отоками халхаского тумэна.
В рукописном отделе Бурятского научного центра СО РАН хранится "Историческая летопись селенгинских бурят". В шестом пункте сказано, что с 1660 года, то есть после того, как халхасцы приняли маньчжурское подданство, на Халху напали олеты (ойраты, джунгары), и ввиду этих военных действий цонголы, ашибагаты, атаганы, сартулы, хатагины, подгородные (андагай), удзоны и табангуты (восемь селенгинских родов) стали откочевывать из Монголии в пределы русского государства и расселяться по обеим сторонам Селенги; этот процесс продолжался вплоть до 1694 года.
Узоны (уджиэты), ушедшие на территорию долины Селенги, вошли в состав селенгинских бурят. Они образовали оток узонов в составе крыла «Баруун найман» (Западная восьмёрка). В состав «Баруун найман» входили сонголы, сартулы, атаганы, табангуты, узоны, хатагины, ашибагаты и подгородные (андагай). Второе крыло селенгинских бурят «Зургаан эсэгэ» (Шесть родов) образовали булагатские роды: алагуй, шаралдай-харанууд, бабай-хурамша, готол-бумал, а также эхиритские: шоно, олзон.
В исторических записках о восьми селенгинских родах повествуется, что удзоны бежали из Тушэту-хановского аймака около 1690 года под предводительством Эрдыни-даруга и Ария-бакши. Но Ария-бакши был пойман преследователями, возвращён и жестоко наказан. Через несколько лет Ария-бакши тайно перебрался в Россию к своим удзонам. Согласно «Селенгинской ведомости» 1735 года, удзонов числилось ясачных плательщиков — 21, т. е. всего 105 человек.
Однако Б. О. Долгих пишет, что удзонский род вышел из Монголии между 1720—1732 гг. Главная масса членов удзонова рода вошла в состав населения Нерчинского уезда. Там они вошли в состав ононских хамниган. Ц. Б. Цыдендамбаев считал приемлемой первую дату (1690 год), по крайней мере, для селенгинских удзонов. Поскольку Б. О. Долгих говорит о Нерчинском уезде, приблизительную дату, предложенную им, можно отнести к агинским удзонам, которые могли выйти из Монголии позднее своих селенгинских собратьев. Основная масса этих удзонов проживает в селах Узон и Токчин. Эти агинские удзоны назывались хамниганами, по всей вероятности, потому, что они после выхода из Монголии вошли в Урульгинскую степную думу, возглавлявшуюся известными хамниганскими потомственными князьями Гантимуровыми. Согласно Б. З. Нанзатову, основную часть ононских хамниган составляют роды, принадлежащие к группе обуряченного монгольского населения. Согласно Д. Г. Дамдинову, хамниганы — бурятское племя киданьского происхождения, родственное даурам.

## Расселение
В настоящее время узоны Бурятии проживают по левому притоку Селенги — Темнику и частично по самой Селенге (селы Селендума, Енхор). Узоны также проживают в селах Узон и Токчин Дульдургинского района Агинского бурятского округа.
Узоны входят в состав некоторых этнических групп бурят: селенгинских бурят (узон, узеном, узенет), ононских хамниган (узон, шоно узон (шинэ узон), агаалай узон, залайр узон), баргутов, сонголов (узон сонгоол). Уджиэты отмечены в составе халха-монголов (үжиэд, үзөөн), южных монголов (увэр-монголов) Внутренней Монголии на территории хорчинских хошунов, а также в составе хазарейцев (племя джээд). По мнению Д. Г. Кукеева, потомками уджигитов также являются хошуты.
В Монголии проживают носители следующих родовых фамилий:
- Өзөөд (Өзөд) — проживают в Улан-Баторе и практически во всех аймаках за исключением аймака Сүхбаатар[24];
- Өзөөн (Өзөн) — в Улан-Баторе и аймаках: Дорнод, Хэнтий, Дорноговь, Сэлэнгэ, Дархан-Уул и др.[25];
- Үжээд — в Улан-Баторе и аймаках: Булган, Орхон, Төв, Сэлэнгэ, Дархан-Уул и др.[26];
- Үзээн — в Улан-Баторе и аймаках: Дорнод, Хэнтий, Өмнөговь, Сүхбаатар и др.[27];
- Үзөөн (Үзөн) — в Улан-Баторе и аймаках: Дорнод, Сэлэнгэ, Хэнтий и др.[28];
- Өзөөт (Өзөт) — в Улан-Баторе и аймаках: Орхон, Булган, Ховд и др.[29];
- Үзон — в Улан-Баторе и аймаках: Хэнтий, Дорноговь, Архангай[30];
- Өзээд — в Улан-Баторе и аймаках: Увс, Дорнод, Сэлэнгэ[31];
- Үзэн — в Улан-Баторе и аймаках: Хэнтий, Дорнод, Дорноговь[32];
- Өзон — в аймаке Өвөрхангай[33];
- Өзоод — в Улан-Баторе и аймаках: Увс, Ховд, Орхон, Завхан[34];
- Узон — в Улан-Баторе и аймаках: Дорнод и Хэнтий[35];
- Үзээд — в Улан-Баторе и аймаке Орхон[36];
- Өзэд — в Улан-Баторе и аймаке Баянхонгор[37];
- Үжэд — в Улан-Баторе[38];
- Ужээд — в Улан-Баторе и аймаках: Төв, Булган[39];
- Озоон — в Улан-Баторе[40];
- Их Өзөөн — в аймаке Завхан[41];
- Узөөн (Узөн) — в Улан-Баторе[42];
- Өзөөн Хамниган — в аймаке Дорнод[43];
- Өзөөд Боржигон — в аймаке Хэнтий[44];
- Өзээт — в Улан-Баторе[45];
- Үзээн Хамниган — в Улан-Баторе[46];
- Үзээнүүд — в аймаке Дорнод[47];
- Чоно Өзөөд — в аймаке Орхон[48].

Параллели этнонима узон обнаруживаются в тюркской среде. Среди казахов обнаруживается этноним узун в составе кипчаков Среднего жуза. Среди киргизов и туркмен представлен этноним узун/узын.